# Shinnosuke Oka
Shinnosuke Oka (em japonês:  岡 慎之助, Oka Shinnosuke, Okayama, 31 de outubro de 2003) é um ginasta artístico japonês, campeão olímpico.

## Vida pessoal
Oka nasceu em 31 de outubro de 2003 em Okayama, filho de Yachiyo e Yasumasa Oka e tendo um irmão chamado Kyoiki. Ele começou a fazer ginástica quando tinha quatro anos. Em 2019, aos 16 anos, Oka deixou sua casa em Okayama para treinar no Tokushukai Gymnastics Club em Kamakura. Ele disse que foi difícil começar, mas ganhar o ouro no individual geral no Campeonato Asiático de 2023 mostrou os benefícios de sua decisão. 
“Eu estava determinado a ter sucesso na ginástica. Os primeiros seis meses foram difíceis. Meus pais sempre me apoiaram quando eu estava em Okayama, mas quando me mudei para longe da família, tive que me virar sozinho.” 

## Carreira

### Juvenil
Oka representou o Japão no Campeonato Juvenil Asiático de 2018, em uma equipe que contava com Daiki Hashimoto, que viria a se tornar campeão olímpico em Tóquio. Na disputa por equipes, ficou com a medalha de prata, após o Japão ser superado pela China. Individualmente, Oka conquistou a medalha de ouro na barra fixa, prata nas paralelas e no solo, onde foi superado por Hashimoto, e bronze nas argolas e no individual geral, neste último superando Hashimoto, que ficou na quarta colocação.
No Campeonato Mundial Juvenil de Ginástica Artística de 2019 em Győr, Oka conquistou o ouro por equipes, competindo ao lado dos japoneses Ryosuke Doi e Takeru Kitazono, e também no individual geral. Além disso, ganhou a medalha de prata no cavalo com alças, sendo superado apenas por Kitazono, e o bronze nas barras paralelas, ficando atrás de Kitazono e do chinês Yang Haonan.

### Sênior

#### 2023–2024
Em abril de 2023, Oka disputou a primeira etapa do Campeonato All-Japan em Tóquio, representando a Tokushukai Sports Center, ficando em décimo lugar no individual geral. No mês de maio, participou do NHK Trophy, terminando a competição da décima primeira posição. Em junho, participou da segunda etapada do Campeonato All-Japan em Tóquio, conquistando a medalha de bronze no Solo com uma pontuação de 14.466, atrás de Kazuki Minami e Ryousuke Doi, e ficando em sexto lugar na final das Barras Paralelas. Ainda em junho de 2023, esteve no Campeonato Asiático de Ginástica Artística em Singapura, onde obteve a medalha de prata por equipes, com a China ficando com o ouro. No individual geral, Oka conquistou a medalha de ouro, superando o filipino Carlos Yulo e o japonês Takeru Kitazono. Nas barras paralelas, foi superado por Yulo, ficando com a medalha de prata, a qual também conquistou na barra fixa, ficando atrás do chinês Tian Hao. Em novembro, disputou a terceira etapa do Campeonato All-Japan em Yokkaichi, sendo campeão por equipes pela Tokushukai Sports Center.
Em abril de 2024, Oka esteve disputando a primeira etapa do Campeonato All-Japan em Takasaki, conquistando a medalha de prata no individual geral, ficando atrás de Daiki Hashimoto, que defendeu seu título. Mais tarde, em maio, participou do NHK Trophy também em Takasaki, conquistando o ouro no individual geral, com Kazuma Kaya e Ryousuke Doi completando o pódio.
Oka estreou em competições internacionais nos Jogos Olímpicos de Verão de 2024 em Paris, representando a equipe japonesa masculina ao lado de Daiki Hashimoto, Kazuma Kaya, Takaaki Sugino e Wataru Tanigawa. Com uma sucessão de desempenhos surpreendentes, se classificou para a final do individual geral na segunda colocação em sua primeira disputa internacional, superado apenas pelo chinês Zhang Boheng, enquanto Hashimoto ficou na terceira colocação. Oka também se classificou para a final das barras paralelas e da barra fixa.

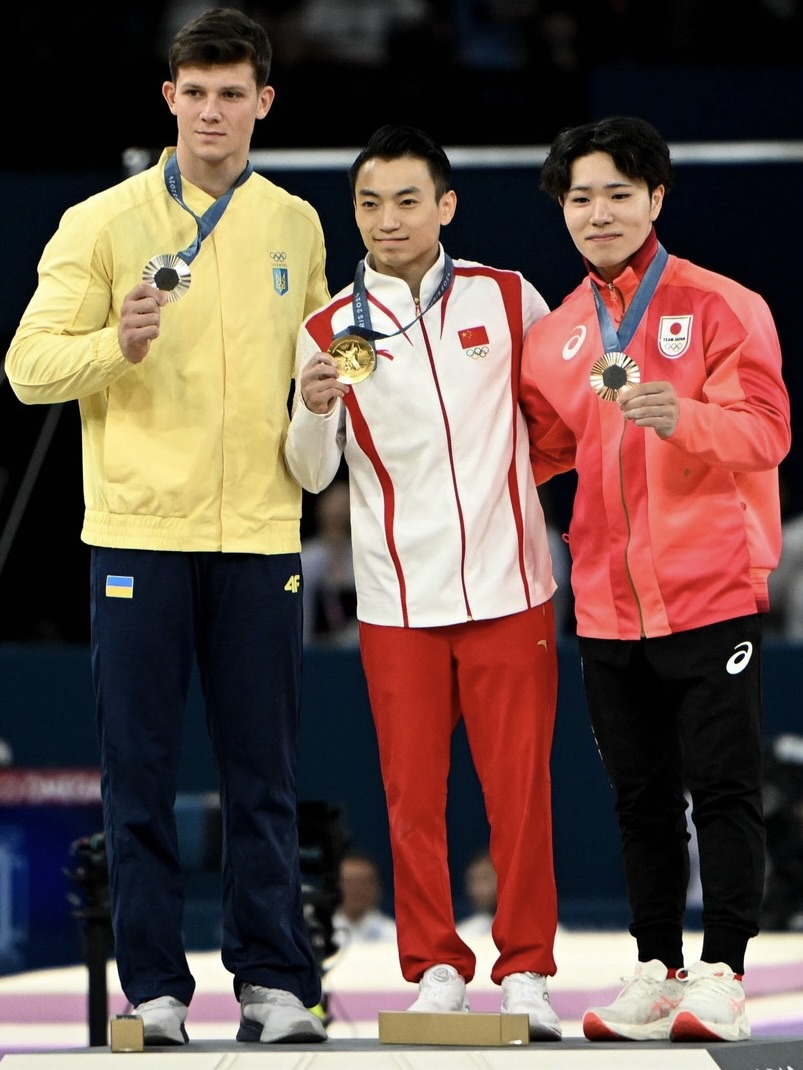
Kovtun, Zou e Oka no pódio das barras paralelas nos Jogos Olímpicos de Paris

Na final da competição por equipes, conquistou sua primeira medalha olímpica ao lado de seus companheiros de time, com o Japão superando a China e ficando com a medalha de ouro por equipes.  Na etapa final do individual geral, Oka voltou a apresentar uma sucessão de séries consistentes nos aparelhos. Na disputa contra os favoritos Daiki Hashimoto, campeão olímpico em 2021 e bicampeão mundial em 2022 e 2023, e Zhang Boheng, campeão mundial em 2021, Oka levou a melhor ao terminar com a pontuação de 86.832, seguido por Zhang com 86.599 e Xiao Ruoteng com 86.364, enquanto Hashimoto, após um mau desempenho no cavalo com alças, ficou na sexta posição com 84.598.

Oka obteve a medalha de bronze na final da competição das barras paralelas, alcançando uma pontuação de 15.300, sendo superado pelo chinês Zou Jingyuan e pelo ucraniano Illia Kovtun. Na final da barra fixa, conquistou sua terceira medalha de ouro em Paris. Com uma pontuação de 14.533, Oka viu sua nota ser alcançada pelo colombiano Ángel Barajas, vencendo a disputa pelo critério de desempate da nota de execução, na qual superou Barajas, e assim terminando um grandioso ciclo olímpico aos 20 anos de idade. Ele afirmou que, durante a etapa final da barra fixa, qualquer peso sobre seus ombros havia sido aliviado por seus triunfos anteriores.
"Eu consegui me apresentar com menos pressão. Estou feliz por ter conseguido ir tão bem". 
Oka também revelou que, dos três ouros que levará para casa de Paris, o prêmio por equipe ocupa um lugar especial em seu coração. O Japão arrebatou o ouro no último momento, depois que dois ginastas chineses cometeram erros custosos na rotação final.
"Minha favorita é, claro, a medalha de ouro na final por equipe, porque é para isso que temos trabalhado tanto. É um resultado coletivo."
Posteriormente, em novembro de 2024, Oka ainda esteve nas segunda e terceira etapa do Campeonato All-Japan em Yokkaichi, conquistando o bronze no solo, superado por Ichita Suzuki e Daiki Hashimoto. Na disputa por equipes, foi novamente campeão pela Tokushukai Sports.

#### 2025
Em abril de 2025, voltou a disputar a primeira etapa do Campeonato All-Japan em Takasaki, conquistando a medalha de prata no individual geral, superado por Daiki Hashimoto. Já em maio, foi campeão no individual geral da NHK Trophy em Tóquio, superando Daiki Hashimoto, que ficou em segundo lugar. No dia 4 de junho, liderou a equipe japonesa formada por Kaya Kazuma, Tsuyoshi Hasegawa, Shumpei Fujimaki e Tomoharu Tsunogai na disputa por equipes do Campeonato Asiático de Ginástica Artística em Jecheon, onde obtiveram a vitória, com a China e o Cazaquistão completando o pódio. Na disputa do individual geral, Oka foi o campeão, obtendo o somatório de 85.131, enquanto seu compatriota Tsuyoshi Hasegawa ficou em segundo lugar com 83.965 e o filipino Carlos Yulo completou o pódio com 83.632. No dia 7 de junho, Oka disputou as finais de Solo, Cavalo com alças e Argolas, ficando fora do pódio nas três. Já no dia 8 de junho, conquistou o ouro na final das Barras Paralelas com uma pontuação de 14.700, finalizando sua passagem no Campeonato Asiático com três medalhas de ouro. 